# Balas y Chocolate World Tour
Balas y Chocolate World Tour es la quinta gira musical de la cantante mexicana Lila Downs, con la cual se promociona su octavo álbum de estudio: Balas y chocolate.
El disco de Lila Downs Balas y Chocolate se estrenó el 24 de marzo del 2015. Este álbum es muy personal y lleno de tradiciones, en el cual la ganadora de un Grammy regresa para denunciar la violencia y corrupción de su país, al igual que explora temas relacionados con tragedias personales, alimentándose en las costumbres del Día de los Muertos. El primer sencillo de Balas y Chocolate es “Patria Madrina” que motiva al público a luchar con pasión a defender la tierra, la nación llegando incluso a las pantallas a través de un cortometraje de lujo cuyo rodaje se llevó a cabo en México. 
El New York Times escribió sobre Balas y Chocolate: 

«Lila downs se ha empeñado en rescatar el foklore mexicano y fusionarlo con posibilidades modernas del continente americano. Pop mexicano bien elaborado destacándose por una voz emocionante y camaleónica. Cuando escuchamos a Downs traspasar fronteras parece fácil

.

## Recepción
Balas y Chocolate tiene un sonido animado de este disco que se concentra en fusiones bailables, en su mayor parte cumbias, música norteña tipo klezmer, hip hop y pop, el contenido lírico, a la vez serio y oportuno, denuncia la violencia y corrupción en su México. Balas y Chocolate destaca las preocupaciones de Downs sobre la falta de derechos civiles y justicia, las crecientes amenazas a los periodistas de su país, los excesos de la vida moderna, el amor perdido y otros temas. La canción que da título al disco, es dedicada a los niños migrantes. Mientras que, el primer sencillo, “La Patria Madrina”, un dúo con el astro colombiano Juanes, su letra nos motiva a luchar con pasión por defender nuestras tierras y nación.
Inició en El Plaza Condesa, en la Ciudad de México. Seguirá por varias ciudades de los Estados Unidos y de Canadá. Estuvo girando también en varios países de Latinoamérica, entre ellos, estuvo por primera vez en Bolivia en la ciudad de La Paz, además de ello estará también pro vex primera el 15 de marzo de 2016 en Lima, en donde se presentará en el Gran Teatro Nacional del Perú. Ofreció conciertos en Europa, incluyendo Londres a donde regresa luego de muchos años de ausencia. Canceló dos conciertos en Venezuela sin conocimiento de los motivos. 

## Fechas de la gira
| América del Norte        |                           |                |                                                        |
| 26 de marzo de 2015      | Ciudad de México          | México         | El Plaza Condesa                                       |
| 28 de marzo de 2015      | Xilitla (San Luis Potosí) | México         | Plaza Principal                                        |
| 6 de abril de 2015       | Ixmiquilpan (Hidalgo)     | México         | Plaza Principal                                        |
| 12 de abril de 2015      | Austin                    | Estados Unidos | Long Center for the Performing Arts                    |
| 14 de abril de 2015      | San Luis Obispo           | Estados Unidos | Performing Arts Center San Luis Obispo                 |
| 17 de abril de 2015      | San Diego                 | Estados Unidos | Copley Symphony Hall                                   |
| 18 de abril de 2015      | Rohnert Park              | Estados Unidos | Weill Hall, Sonoma State University                    |
| 21 de abril de 2015      | Modesto                   | Estados Unidos | Gallo Center for the Arts                              |
| 22 de abril de 2015      | San Francisco             | Estados Unidos | Nourse Theatre                                         |
| 24 de abril de 2015      | Calgary                   | Canadá         | Jack Singer Concert Hall                               |
| 26 de abril de 2015      | Vancouver                 | Canadá         | Chan Centre for the Perfoming Arts                     |
| 28 de abril de 2015      | Seattle                   | Estados Unidos | Neptune Theatre                                        |
| 1 de mayo de 2015        | Washington D. C.          | Estados Unidos | Lisner Auditorium, George Washington University        |
| 2 de mayo de 2015        | Durham                    | Estados Unidos | Carolina Theatre                                       |
| 6 de mayo de 2015        | Chicago                   | Estados Unidos | Auditorium Theatre                                     |
| 29 de mayo de 2015       | Tehuantepec (Oaxaca)      | México         | explanada municipal                                    |
| 15 de julio de 2015      | Toronto                   | Canadá         | Plaza Nathan Phillips                                  |
| Europa                   |                           |                |                                                        |
| 18 de julio de 2015      | Cartagena                 | España         | Auditorio Parque Torres                                |
| 20 de julio de 2015      | Madrid                    | España         | Real Jardín Botánico Alfonso XIII                      |
| 21 de julio de 2015      | Valladolid                | España         | Estival UVa-Campus de Valladolid                       |
| 23 de julio de 2015      | Valencia                  | España         | RealRent Jardines de Viveros                           |
| 24 de julio de 2015      | Barcelona                 | España         | Teatre BARTS                                           |
| 25 de julio de 2015      | Huesca                    | España         | Auditorio Natural Lanuza                               |
| 27 de julio de 2015      | Santiago de Compostela    | España         | Praza da Quintana                                      |
| 29 de julio de 2015      | Sevilla                   | España         | El Verano de Malandar                                  |
| 30 de julio de 2015      | Málaga                    | España         | Teatro Cervantes                                       |
| 1 de agosto de 2015      | Pamplona                  | España         | Zentral Pamplona                                       |
| América del Sur          |                           |                |                                                        |
| 8 de agosto de 2015      | Quito                     | Ecuador        | Teatro Villa de las Artes                              |
| 14 de agosto de 2015     | Rosario                   | Argentina      | Teatro El Círculo                                      |
| 15 de agosto de 2015     | Córdoba                   | Argentina      | Quality Espacio                                        |
| 17 de agosto de 2015     | Mendoza                   | Argentina      | Auditorio Ángel Bustelo                                |
| 19 de agosto de 2015     | Santiago de Chile         | Chile          | Teatro Nescafé de las Artes                            |
| 21 de agosto de 2015     | Buenos Aires              | Argentina      | Teatro Gran Rex                                        |
| 22 de agosto de 2015     | Buenos Aires              | Argentina      |                                                        |
| 27 de agosto de 2015     | La Paz                    | Bolivia        | Teatro al Aire Libre Eduardo Laredo                    |
| 29 de agosto de 2015     | Montevideo                | Uruguay        | Auditorio Nacional del Sodre                           |
| Norteamérica             |                           |                |                                                        |
| 5 de septiembre de 2015  | Monterrey                 | México         | Auditorio Banamex                                      |
| 9 de septiembre de 2015  | Dallas                    | Estados Unidos | House of Blues, Dallas                                 |
| 10 de septiembre de 2015 | Houston                   | Estados Unidos | House of Blues, Houston                                |
| 19 de septiembre de 2015 | Los Ángeles               | Estados Unidos | Pantages Theatre                                       |
| 22 de septiembre de 2015 | Tucson                    | Estados Unidos | Teatro Fox Tucson                                      |
| 24 de septiembre de 2015 | El Paso                   | Estados Unidos | The Plaza Theatre Performing Arts Center               |
| 1 de octubre de 2015     | Nueva York                | Estados Unidos | Apollo Theater                                         |
| 3 de octubre de 2015     | Miami Beach               | Estados Unidos | The Fillmore Miami Beach                               |
| 25 de octubre de 2015    | Costa Mesa                | Estados Unidos | Segerstrom Center for the Arts                         |
| 30 de octubre de 2015    | Guadalajara               | México         | Teatro Diana                                           |
| 1 de noviembre de 2015   | Ciudad de México          | México         | Auditorio Nacional de México                           |
| 7 de noviembre de 2015   | San Francisco             | Estados Unidos | Davies Symphony Hall*                                  |
| 7 de noviembre de 2015   | San Francisco             | Estados Unidos | Davies Symphony Hall*                                  |
| 13 de noviembre de 2015  | Puebla de Zaragoza        | México         | Complejo Cultural Universitario                        |
| 5 de diciembre de 2015   | San José del Cabo         | México         | Festival Sabor a Cabo                                  |
| 20 de enero de 2016      | León                      | México         | Foro del Lago, Feria de León                           |
| América del Sur          |                           |                |                                                        |
| 7 de marzo de 2016       | Salta                     | Argentina      | Teatro Provincial de Salta                             |
| 9 de marzo de 2016       | Córdoba                   | Argentina      | Espacio Quality                                        |
| 11 de marzo de 2016      | Buenos Aires              | Argentina      | Teatro Gran Rex                                        |
| 15 de marzo de 2016      | Lima                      | Perú           | Gran Teatro Nacional del Perú                          |
| América del Norte        |                           |                |                                                        |
| 20 de marzo de 2016      | Veracruz                  | México         | Cumbre Tajín 2016                                      |
| 1 de abril de 2016       | Zacatecas                 | México         | Festival Cultural Zacatecas                            |
| 2 de abril de 2016       | Fresnillo                 | México         | Festival Cultural Zacatecas                            |
| Europa                   |                           |                |                                                        |
| 1 de junio de 2016       | Londres                   | Reino Unido    | Royal Festival Hall, Southbank Centre                  |
| Norteamérica             |                           |                |                                                        |
| 12 de junio de 2016      | New Haven                 | Estados Unidos | Int'l Festival of Arts & Ideas                         |
| 28 de junio de 2016      | Chicago                   | Estados Unidos | Chicago Symphony                                       |
| 1 de julio de 2016       | Toronto                   | Canadá         | PRIDE Toronto, Wellesley Stage                         |
| 2 de julio de 2016       | Montreal                  | Canadá         | Métropolis, Festival Internacional de Jazz de Montreal |
| 23 de julio de 2016      | San Francisco             | Estados Unidos | SFJAZZ Center                                          |
| 24 de julio de 2016      | San Francisco             | Estados Unidos | SFJAZZ Center                                          |
| 6 de agosto de 2016      | Santa Bárbara             | Estados Unidos | Santa Barbara Bowl                                     |
| 12 de agosto de 2016     | Los Ángeles               | Estados Unidos | Ford Amphitheatre                                      |
| 13 de agosto de 2016     | Los Ángeles               | Estados Unidos | Ford Amphitheatre                                      |
| 26 de agosto de 2016     | San Antonio               | Estados Unidos | Crockell Theatre                                       |
| 28 de agosto de 2016     | Santa Fe                  | Estados Unidos | Santa Fe Opera                                         |
| 25 de septiembre de 2016 | Monterrey                 | México         | Explanada de los Héroes                                |
| 30 de septiembre de 2016 | Irapuato                  | México         | Teatro de la Ciudad                                    |
| 13 de octubre de 2016    | Chihuahua                 | México         | Centro histórico de Chihuahua                          |
| 28 de octubre de 2016    | Chicago                   | Estados Unidos | Auditorium Theatre                                     |
| 5 de noviembre de 2016   | Ciudad de México          | México         | Auditorio Nacional                                     |
| 6 de noviembre de 2016   | Ciudad de México          | México         | Auditorio Nacional                                     |
| 13 de noviembre de 2016  | San Luis Río Colorado     | México         | Sin confirmar                                          |
| 26 de noviembre de 2016  | Guanajuato                | México         | Centro de las Artes de Guanajuato                      |
| 27 de noviembre de 2016  | Morelia                   | México         |                                                        |
| 10 de diciembre de 2016  | Aguascalientes            | México         | Feria Nacional de la Guayaba de Cavilo                 |

Dos presentaciones en el mismo día en la ciudad de San Francisco.*

### Conciertos cancelados y/o reprogramados
| Fecha                   | Ciudad, País       | Lugar                                        | Motivo                                            |
| ----------------------- | ------------------ | -------------------------------------------- | ------------------------------------------------- |
| 28 de noviembre de 2015 | Caracas, Venezuela | Teatro Teresa Carreño                        |                                                   |
| 29 de noviembre de 2015 | Maracay, Venezuela | Teatro de la Ópera de Maracay                |                                                   |
| 20 de mayo de 2016      | Barcelona, España  | BARTS - Banc Sabadell 17è Festival Mil·lenni | Cancelados por problemas de salud de la cantante. |
| 22 de mayo de 2016      | Gijón, España      | Teatro Jovellanos                            | Cancelados por problemas de salud de la cantante. |
| 26 de mayo de 2016      | Cádiz, España      | Gran Teatro Falla                            | Cancelados por problemas de salud de la cantante. |